# Sts情報ワイド
『sts情報ワイド』（エスティーエスじょうほうワイド）は、2001年4月2日から2002年3月29日まで1年間、サガテレビで生放送されていた夕方ワイド番組である。放送時間は毎週月曜 - 金曜 17:00 - 19:00 （日本標準時）。

## 概要
- 番組は『カチカチてれび』と『stsスーパーニュース』の2本立てで、さらにフジテレビからの全国ニュース『FNNスーパーニュース』とstsのニューススタジオから佐賀のローカルニュースの2部構成（コンプレックスのコンプレックス）であったので、実質3部立てであった。

- この体裁は2002年4月1日放送開始から2015年3月27日までの『かちかちワイド』にも踏襲されており、前半部分の1時間は情報番組『カチカチてれび』のスタイルを生かしている。

## 番組内容
第1部（17:00 - 17:54）
- カチカチてれび

第2部（17:54 - 19:00）
- stsスーパーニュース FNN
  - 17:54 - 18:20 前編・FNNスーパーニュース（全国ネット枠）
  - 18:20 - 19:00 後編・stsスーパーニュース（佐賀ローカル枠）